# Elecciones municipales de San Martín de 1983
Las elecciones municipales de San Martín de 1983 se llevaron a cabo el 13 de noviembre de 1983 para elegir al alcalde y al Concejo Provincial de San Martín para el periodo 1984-1986. La elección se celebró simultáneamente con elecciones municipales en todo el país.

## Sistema electoral
La Municipalidad Provincial de San Martín es el órgano administrativo y de gobierno de la provincia de San Martín. Está compuesta por el alcalde y el Concejo Provincial.
La votación del alcalde y el concejo se realiza en base al sufragio universal, que comprende a todos los ciudadanos nacionales mayores de dieciocho años, empadronados y residentes en la provincia de San Martín y en pleno goce de sus derechos políticos, así como a los ciudadanos no nacionales residentes y empadronados en la provincia de San Martín.
El Concejo Provincial de San Martín está compuesto por 19 regidores elegidos por sufragio directo para un período de tres (3) años, en forma conjunta con la elección del alcalde (quien lo preside). La votación es por lista cerrada y bloqueada. Se asigna a la lista ganadora los escaños según el método d'Hondt o la mitad más uno, lo que más le favorezca. Es elegido como alcalde el candidato que ocupe el primer lugar de la lista que haya obtenido la más alta votación.

## Composición del Concejo Provincial de San Martín
La siguiente tabla muestra la composición del Concejo Provincial de San Martín antes de las elecciones.
| Partidos | Partidos                | Regidores |
| -------- | ----------------------- | --------- |
|          | Acción Popular          | 12        |
|          | Partido Aprista Peruano | 5         |
|          | Izquierda Unida         | 2         |

## Partidos y candidatos
A continuación se muestra una lista de los principales partidos y alianzas electorales que participaron en las elecciones:
| Candidatura | Candidatura | Partidos y alianzas | Candidatos | Candidatos                  | Ideología                                               | Resultado previo | Resultado previo | Ref. |
| Candidatura | Candidatura | Partidos y alianzas | Candidatos | Candidatos                  | Ideología                                               | Votos (%)        | Reg.             | Ref. |
| ----------- | ----------- | --- | ---------- | --------------------------- | ------------------------------------------------------- | ---------------- | ---------------- | ---- |
|             | AP          | Lista - Acción Popular (AP) |            | Antonio Belda Meléndez      | Humanismo Nacionalismo cívico Reformismo                | 56.66%           | 12               |      |
|             | APRA        | Lista - Partido Aprista Peruano (APRA) |            | Salomón Yengle Rodríguez    | Aprismo                                                 | 26.10%           | 5                |      |
|             | IU          | Lista - Izquierda Unida (IU) – Unión de Izquierda Revolucionaria (UNIR) – Unidad Democrático Popular (UDP) – Partido Socialista Revolucionario (PSR) – Partido Comunista Revolucionario (PCR) – Partido Comunista Peruano (PCP) – Frente Obrero Campesino Estudiantil y Popular (FOCEP) |            | Luis Campos Baca            | Marxismo-leninismo Mariateguismo Socialismo democrático | 13.22%           | 2                |      |
|             | PPC         | Lista - Partido Popular Cristiano (PPC) |            | Lincoln Villanueva Carbajal | Conservadurismo social Humanismo Democracia cristiana   | 4.03%            | 0                |      |
|             | PST         | Lista - Partido Socialista de los Trabajadores (PST) |            | Betty Leveau Sinti          | Trotskismo Obrerismo Sindicalismo                       | Nuevo            | Nuevo            |      |

## Resultados

### Sumario general
|                        |                                              |              |              |              |           |           |
| Partidos y coaliciones | Partidos y coaliciones                       | Voto popular | Voto popular | Voto popular | Regidores | Regidores |
| Partidos y coaliciones | Partidos y coaliciones                       | Votos        | %            | ±pp          | Total     | +/−       |
|                        | Partido Aprista Peruano (APRA)               | 8,041        | 41.05        | +14.95       | 11        | +6        |
|                        | Acción Popular (AP)                          | 7,693        | 39.28        | –17.38       | 6         | –6        |
|                        | Izquierda Unida (IU)                         | 1,868        | 9.54         | –3.68        | 1         | –1        |
|                        | Partido Popular Cristiano (PPC)              | 1,407        | 7.18         | +3.15        | 1         | +1        |
|                        | Partido Socialista de los Trabajadores (PST) | 577          | 2.95         | Nuevo        | 0         | ±0        |
|                        |                                              |              |              |              |           |           |
| Total                  | Total                                        | 19,586       |              |              | 19        | ±0        |
|                        |                                              |              |              |              |           |           |
| Votos válidos          | Votos válidos                                | 19,586       | 87.79        | –3.26        |           |           |
| Votos en blanco        | Votos en blanco                              | 681          | 3.05         | –0.34        |           |           |
| Votos nulos            | Votos nulos                                  | 2,044        | 9.16         | +3.61        |           |           |
| Votos emitidos         | Votos emitidos                               | 22,311       | 64.51        | –7.77        |           |           |
| Abstenciones           | Abstenciones                                 | 12,276       | 35.49        | +7.77        |           |           |
| Votantes registrados   | Votantes registrados                         | 34,587       |              |              |           |           |
|                        |                                              |              |              |              |           |           |
| Fuente:                |                                              |              |              |              |           |           |

## Elecciones municipales distritales

### Resultados por distrito
La siguiente tabla enumera el control de los distritos de la provincia de San Martín. El cambio de mando de una organización política se resalta del color de ese partido.
| Distrito             | Alcalde(sa) titular        | Partido político | Partido político        | Alcalde(sa) electo(a)        | Partido político | Partido político        |
| -------------------- | -------------------------- | ---------------- | ----------------------- | ---------------------------- | ---------------- | ----------------------- |
| Alberto Leveau       | Mario Tananta Fasanando    |                  | Acción Popular          | Mario Tananta Fasanando      |                  | Acción Popular          |
| Biavo                | Wildoro Bernales Shapiama  |                  | Partido Aprista Peruano | Diomedes Ushiñahua Chota     |                  | Partido Aprista Peruano |
| Buenos Aires         | Humberto Ríos Ruiz         |                  | Acción Popular          | José Pezo Torres             |                  | Acción Popular          |
| Cacatachi            | Carlo García Benavides     |                  | Acción Popular          | César Noriega Meléndez       |                  | Partido Socialista      |
| Caspizapa            | Wilber Ramírez Pérez       |                  | Partido Aprista Peruano | Victoria Fasanando de García |                  | Partido Aprista Peruano |
| Chazuta              | Reyes Saurín Shapiama      |                  | Acción Popular          | Teodoro Sangama Panaifo      |                  | Partido Aprista Peruano |
| Chipurana            | Francisco Vargas Soto      |                  | Acción Popular          | Grimaldo Rodríguez Ipushima  |                  | Partido Aprista Peruano |
| El Porvenir          | Diógenes Sajami Peso       |                  | Partido Aprista Peruano | Gunner Jáuregui Landa        |                  | Partido Aprista Peruano |
| Huimbayoc            | Eigen Mori Tello           |                  | Acción Popular          | Roberto Macedo Lozano        |                  | Acción Popular          |
| Juan Guerra          | Mamerto Torres Ruiz        |                  | Acción Popular          | Lorgio Vela Cerrón           |                  | Partido Aprista Peruano |
| La Banda de Shilcayo | Nelson Santa María Ruiz    |                  | Acción Popular          | Luis Arévalo Flores          |                  | Acción Popular          |
| Morales              | José del Águila Ríos       |                  | Acción Popular          | Humberto Pinedo Dávila       |                  | Partido Aprista Peruano |
| Papaplaya            | Gustavo Sinti Portocarrero |                  | Acción Popular          | Juan Cachique Sangama        |                  | Partido Aprista Peruano |
| Picota               | Cayo Silva García          |                  | Partido Aprista Peruano | Rafael Saavedra S.           |                  | Partido Aprista Peruano |
| Pilluana             | Plasido Pinchi Pinchi      |                  | Partido Aprista Peruano | Elías Pinedo Chota           |                  | Partido Aprista Peruano |
| Pucacaca             | Víctor Arévalo Reátegui    |                  | Acción Popular          | Luis Vereau Méndez           |                  | Partido Aprista Peruano |
| San Antonio          | Herman Alva Aguilar        |                  | Acción Popular          | Emil Pinedo Rubio            |                  | Partido Aprista Peruano |
| San Cristóbal        | Efraín Paima Upiachihua    |                  | Acción Popular          | Néstor Rodríguez Sh.         |                  | Partido Aprista Peruano |
| San Hilarión         | Carlos Inove Amasifuen     |                  | Acción Popular          | Alejandro Guarniz Vargas     |                  | Partido Aprista Peruano |
| Sauce                | Gomer Linares Gonzáles     |                  | Partido Aprista Peruano | Ramón García Díaz            |                  | Acción Popular          |
| Shamboyacu           | Roque Falcón Castillo      |                  | Acción Popular          | César Gómez Ushiñahua        |                  | Acción Popular          |
| Shapaja              | Rosalio de la Cruz Pinchi  |                  | Acción Popular          | Augusto Navas Ruiz           |                  | Partido Aprista Peruano |
| Tingo de Ponasa      | Salomón Putpaña Tananta    |                  | Acción Popular          | Celedonio Putpaña Camma      |                  | Partido Aprista Peruano |
| Tres Unidos          | Octavio Tananta Pinchi     |                  | Partido Aprista Peruano | Gildemeister del Águila P.   |                  | Partido Aprista Peruano |